# Edmund Gwenn
Edmund Gwenn, eigentlich Edmund John Kellaway (* 26. September 1877 in Wandsworth, London, England; † 6. September 1959 in Woodland Hills, Los Angeles, USA), war ein britischer Schauspieler. Für seine Darstellung des Weihnachtsmannes in Das Wunder von Manhattan (1947) wurde er mit dem Oscar als bester Nebendarsteller ausgezeichnet. Daneben drehte Gwenn vier Filme unter der Regie von Alfred Hitchcock.

## Leben
Edmund Gwenn wurde 1877 unter dem Namen Edmund John Kellaway als Sohn eines Staatsbeamten in London geboren. Nach einem College-Besuch begann Gwenn im Jahr 1895 seine Theaterkarriere in Wales. George Bernard Shaw war von seinem Schauspiel so beeindruckt, dass er Gwenn in der ersten Produktion von Man and Superman sowie in fünf weiteren seiner Stücke besetzte. Gwenns Karriere wurde durch seinen Militärdienst während des Ersten Weltkriegs unterbrochen. Ab 1916 trat er gelegentlich in Stummfilmen auf, blieb aber vorrangig Theaterschauspieler.
Ab 1931 war er regelmäßiger auf der Kinoleinwand zu sehen. In Bis aufs Messer spielte er unter der Regie von Alfred Hitchcock sogleich eine Hauptrolle. Nach einigen weiteren in England produzierten Filmen wurde er um 1935 von RKO Pictures nach Hollywood eingeladen, um in dem Filmdrama Sylvia Scarlett als Vater von Katharine Hepburns Hauptfigur aufzutreten. Es folgten zahlreiche Nebenrollen, wie etwa als wohlhabender Geschäftsmann in Ein rastloses Leben (1936) oder als Mr. Bennet in der Jane-Austen-Adaption Stolz und Vorurteil (1940). Zumeist in gutmütigen Rollen besetzt, bildete sein kurzer Auftritt als Meuchelmörder in Hitchcocks Der Auslandskorrespondent (1940) eine überraschende Ausnahme.
Für seine Rolle des Weihnachtsmanns in Das Wunder von Manhattan (1947) erhielt er in der Kategorie Bester Nebendarsteller sowohl den Golden Globe als auch den Oscar. Drei Jahre später wurde er in derselben Kategorie erneut mit dem Golden Globe ausgezeichnet, diesmal für den Film Mister 880, der ihm eine weitere Oscar-Nominierung einbrachte. Ab 1950 war er zunehmend auch für das US-Fernsehen tätig. Mit Hitchcock arbeitete Gwenn kurz vor seinem Karriereende nochmals zusammen: In Immer Ärger mit Harry (1955) spielte er in einer der Hauptrollen einen Jäger, der unnötigerweise von einer Leiche beunruhigt wird. 1957 erfolgte sein Rückzug aus dem Filmgeschäft nach einer Gastrolle in Alfred Hitchcock präsentiert.
Eine Ehe, die Gwenn im Jahr 1901 eingegangen war, wurde um 1916 geschieden, anschließend heiratete er nicht wieder. Sein Bruder Arthur Chesney (1882–1949) und sein Cousin Cecil Kellaway (1890–1973) waren ebenfalls Schauspieler. Gwenn starb zwanzig Tage vor seinem 82. Geburtstag an einer Lungenentzündung, nachdem er einen Schlaganfall erlitten hatte, im kalifornischen Woodland Hills. Er wurde eingeäschert und im Jahr 2023 wurde seine Asche im Hollywood Forever Cemetery beigesetzt. Gwenn wurde für seinen Beitrag zum Kino mit einem Stern auf dem Hollywood Walk of Fame in der Vine Street 1751 ausgezeichnet.

## Filmografie (Auswahl)
- 1916: The Real Thing at Last (Kurzfilm)
- 1920: Unmarried
- 1921: The Skin Game
- 1931: Bis aufs Messer (The Skin Game)
- 1933: Ich war Spion (I Was a Spy)
- 1934: Waltzes from Vienna
- 1935: Sylvia Scarlett
- 1936: Der wandelnde Leichnam (The Walking Dead)
- 1936: Ein rastloses Leben (Anthony Adverse)
- 1937: Feuer über Irland (Parnell)
- 1938: Der Lausbub aus Amerika (A Yank at Oxford)
- 1940: Hochzeit wider Willen (The Doctor Takes a Wife)
- 1940: Stolz und Vorurteil (Pride and Prejudice)
- 1940: Der Auslandskorrespondent (Foreign Correspondent)
- 1941: Cheers for Miss Bishop
- 1941: Scotland Yard
- 1941: Mary und der Millionär (The Devil and Miss Jones)
- 1941: Charley’s Aunt
- 1942: A Yank at Eton
- 1943: Auf ewig und drei Tage (Forever and a Day)
- 1943: Heimweh (Lassie Come Home)
- 1944: Zwischen zwei Welten (Between Two Worlds)
- 1944: Schlüssel zum Himmelreich (The Keys of the Kingdom)
- 1945: Gefährliche Partnerschaft (Dangerous Partners)
- 1946: Der unbekannte Geliebte (Undercurrent)
- 1947: Das Wunder von Manhattan (Miracle on 34th Street)
- 1947: Unser Leben mit Vater (Life with Father)
- 1947: Taifun (Green Dolphin Street)
- 1948: Eine Dachkammer für zwei (Apartment for Peggy)
- 1948: Lassies Heimat (Hills of Home)
- 1949: Lassie in Not (Challenge to Lassie)
- 1950: Die Männerfeindin (A Woman of Distinction)
- 1950: Alter schützt vor Liebe nicht (Louisa)
- 1950: Mister 880
- 1951: Peking-Expreß (Peking Express)
- 1952: Die Legion der Verdammten (Les Miserables)
- 1952: Bonzo Goes to College
- 1953: Der Mann mit zwei Frauen (The Bigamist)
- 1954: Formicula (Them!)
- 1954: Alt Heidelberg (The Student Prince)
- 1955: Immer Ärger mit Harry (The Trouble with Harry)
- 1955: Ein Hundeleben (It’s a Dog’s Life)
- 1956: Calabuig (Calabuch)
- 1957: Alfred Hitchcock präsentiert (Alfred Hitchcock Presents, Fernsehserie, Folge 2x36)

## Auszeichnungen
- 1948: Oscar als bester Nebendarsteller für Das Wunder von Manhattan
- 1951: Oscar-Nominierung als bester Nebendarsteller für Mister 880